# Géraldine Aresteanu
Géraldine Aresteanu, née le 13 décembre 1976 à Iași (Roumanie), est une photographe franco-roumaine. Elle réalise essentiellement des portraits et des reportages.

## Biographie

### Enfance et formation
Géraldine Aresteanu est née en 1976 en Roumanie, d'une mère française et d'un père roumain.
En 1995, elle part faire ses études en France : classe préparatoire, puis DEUG de mathématiques.

### Carrière professionnelle
En 1999, Géraldine Aresteanu réalise l'exposition Portraits pour un Mot, un travail sur le langage des signes avec des enfants sourds-muets. Elle en fait un livre qui reçoit le prix de la Fondation de France et de la Fondation Crédit Mutuel en 2001.
En 2003, elle fonde l'agence Salez/Poivrez, accompagnée d'une amie graphiste.
En 2014, elle entame le projet 24 heures, où elle partage le quotidien de personnes connues ou inconnues.
Au début du mois de juillet 2019, elle expose à Arles son travail sur les jeunes migrants isolés et les familles qui les accueillent en France, intitulé Stop Kidding.
En octobre 2022, Géraldine Aresteanu part à la rencontre de la Palestinian Circus School à Ramallah, avec deux autres artistes pour réaliser un projet de coopération culturelle à l'invitation de l'Agora – Pôle National Cirque. Ses images expliquent des liens artistiques et humains créés avec cette école, unique chapiteau de cirque de Palestine.
Le 21 mars 2022, elle expose sur le parvis de l'Institut du monde Arabe à Paris des portraits de travailleurs étrangers. Cette exposition, intitulée Étranger, met en valeur les travailleurs étrangers qui contribuent à la réussite de la société française.

## Expositions
La série de photographie Stop Kidding a été exposée à Arles en juillet 2019. Il s'agit d'un travail sur des jeunes migrants isolés et des particuliers, familles ou célibataires, qui ont fait le choix généreux de les héberger chez eux.
L'exposition Femmes de première ligne, visible du 8 au 26 mars 2021 à Orléans, est une série de portraits de vingt-trois femmes loirétaines engagées "en première ligne" dans la guerre contre le coronavirus.
En mars 2022, l'Institut du Monde Arabe, situé à Paris, a accueilli sur son parvis l'exposition Étranger qui est un ensemble de portraits de travailleurs.

## Prix
- Prix de la Fondation de France en 2001.
- Prix de la Fondation Crédit Mutuel en 2001.